# Łeba
Łeba (polnisch und kaschubisch [ˈwɛba]Ausspracheⓘ; deutsch Leba) ist eine Kleinstadt und ein Badeort im Powiat Lęborski (Lauenburger Kreis) der polnischen Woiwodschaft Pommern.

## Geographische Lage
Die Stadt liegt im östlichen Hinterpommern an der Mündung des Flusses Łeba in die Ostsee, am Rande des Slowinzischen Nationalparks, etwa fünfzig Kilometer nordöstlich der Stadt Stolp.

Leba, zwischen Lebasee und Sarbsker See an der Ostseeküste, nordöstlich der Stadt Stolp und nördlich der Stadt Lauenburg in Pommern auf einer Landkarte von 1910.

Stadtsiegel mit dem Stadtwappen und der Aufschrift S' CIVITATIS DE LEBEMUNDE (Abkürzung S' bedeutet sigillum = Siegel), mit dem 1440 Leba seinen Beitritt zum Preußischen Bund beurkundete.

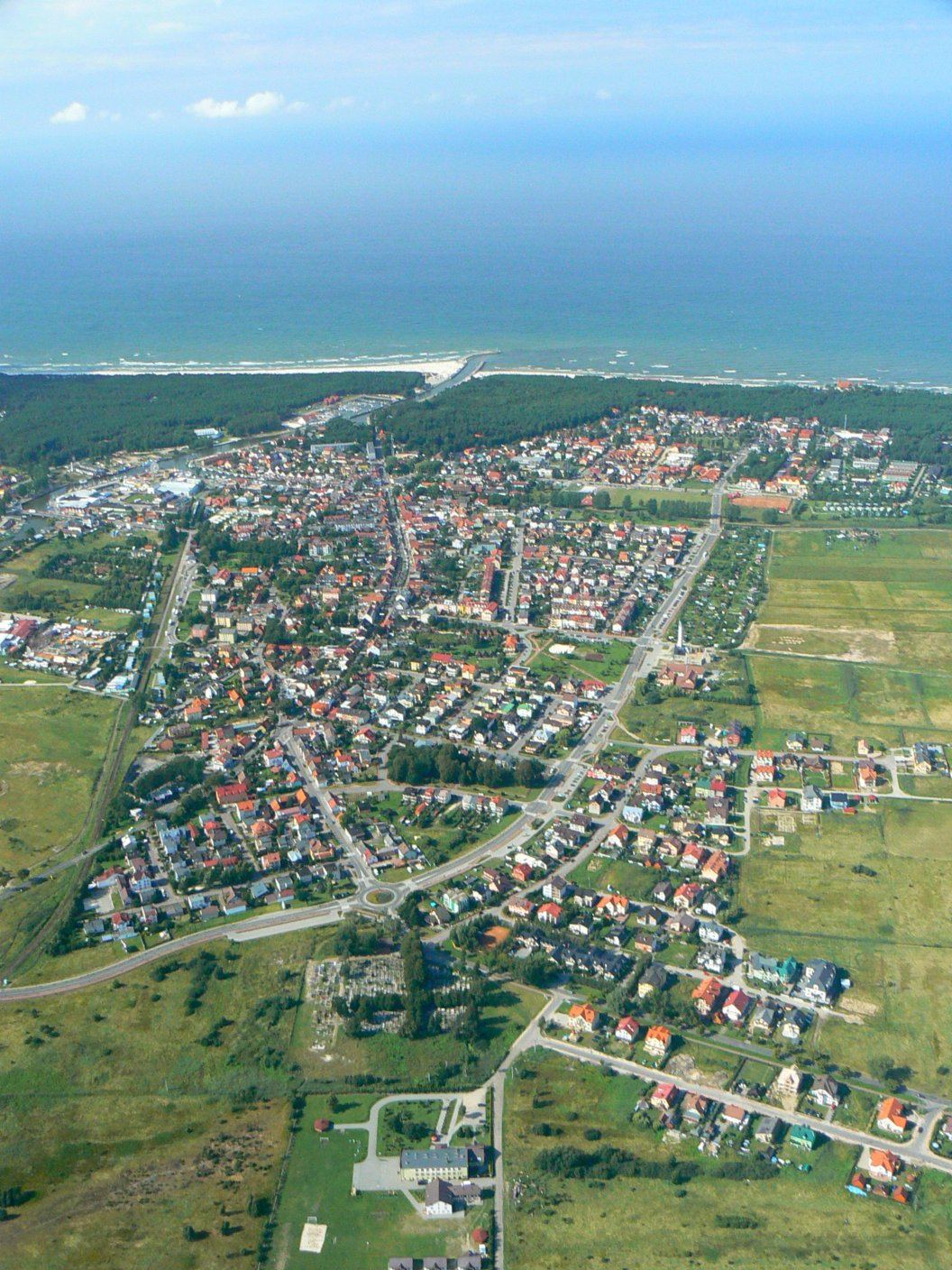
Luftbild der Stadt Leba

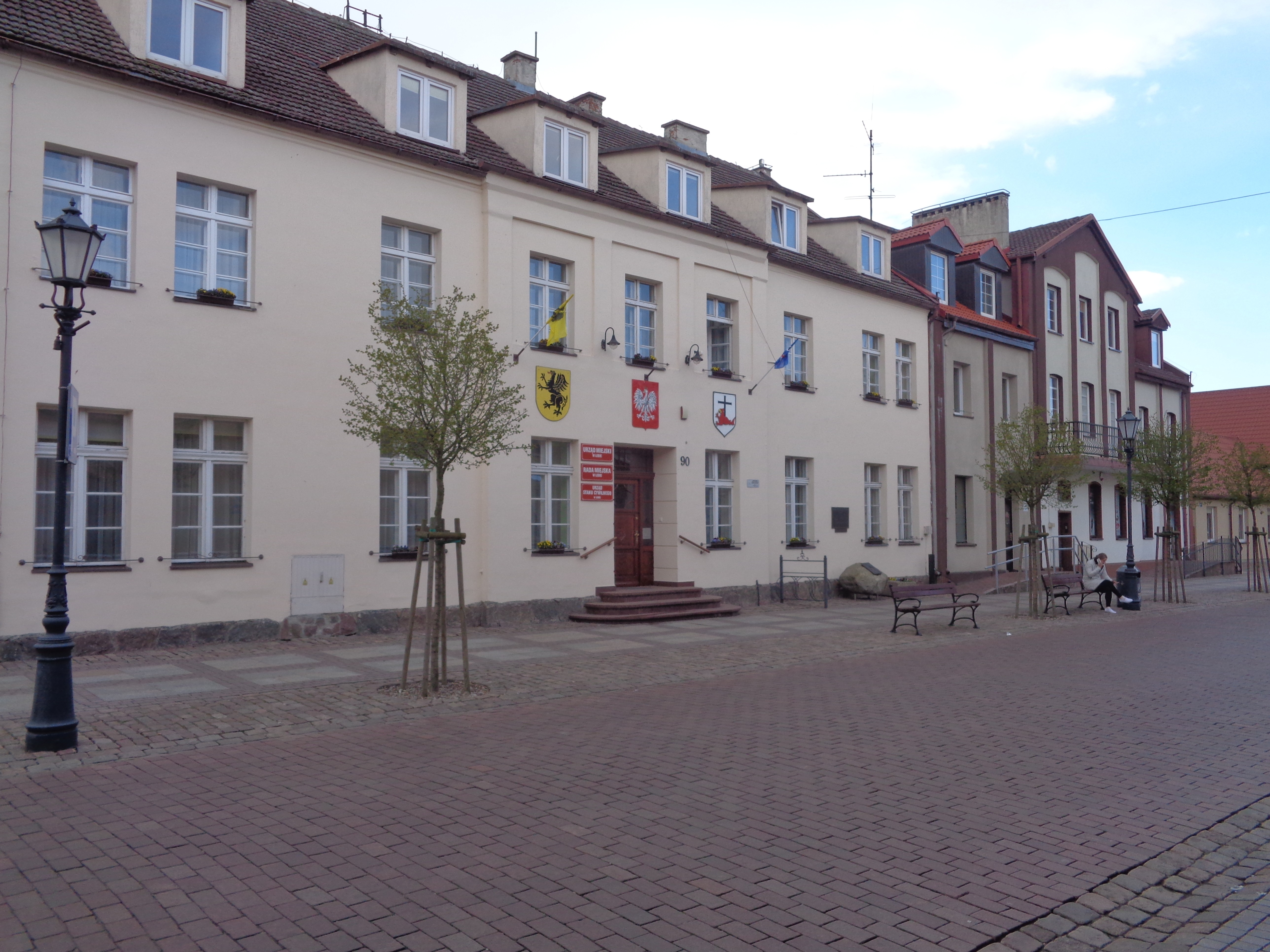
Rathaus

## Geschichte

### Mittelalter

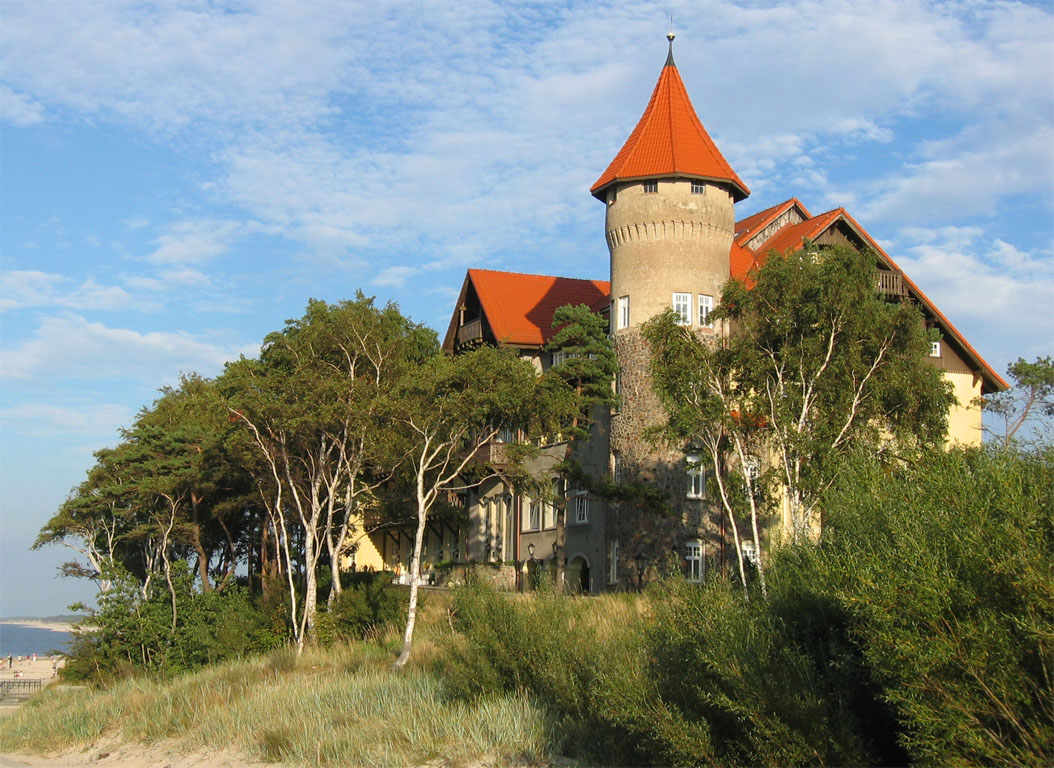
Hotel Neptun auf einer Ostseedüne bei Leba (bis 1945 Kurhaus Leba)

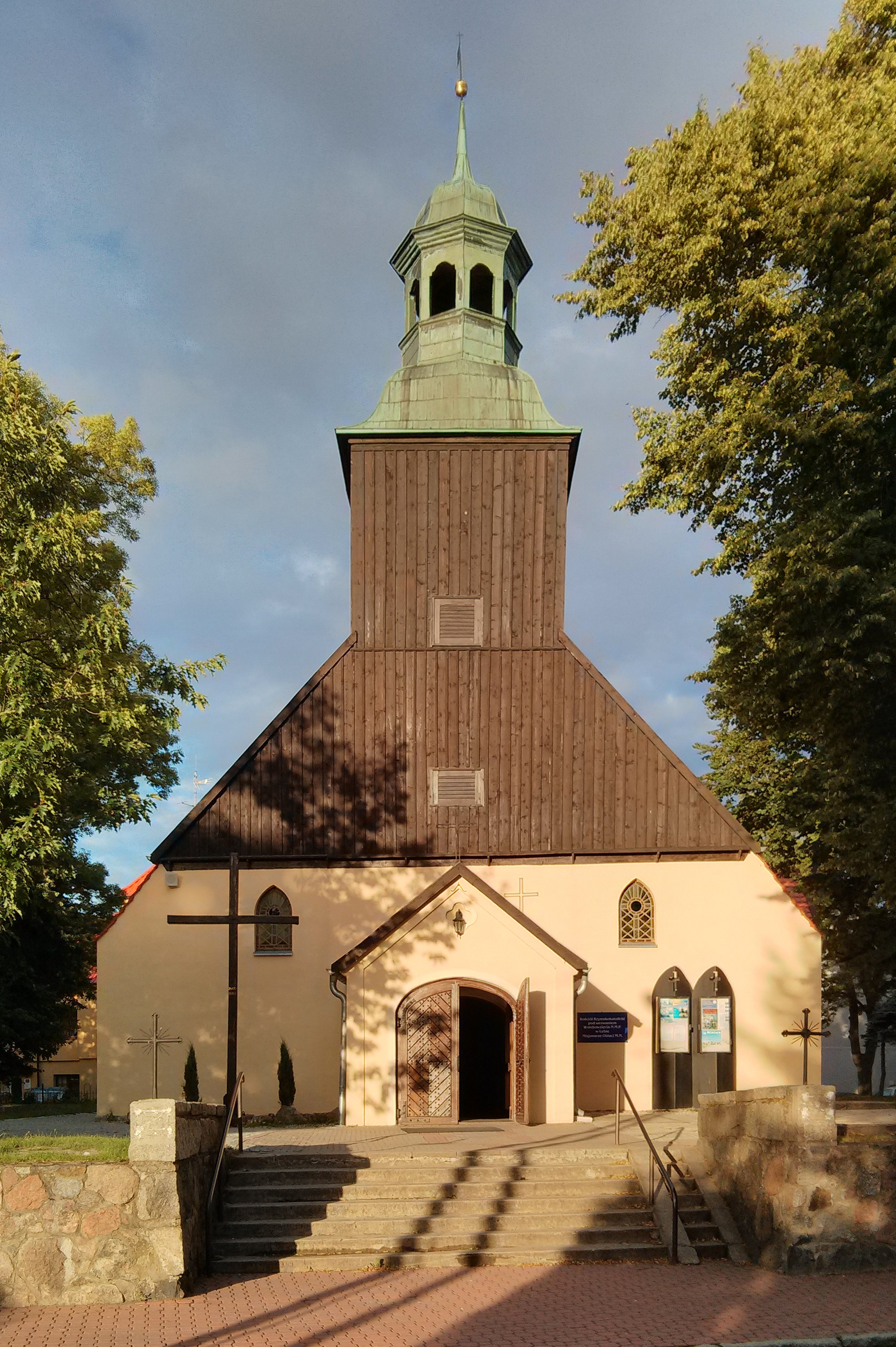
Fischerkirche

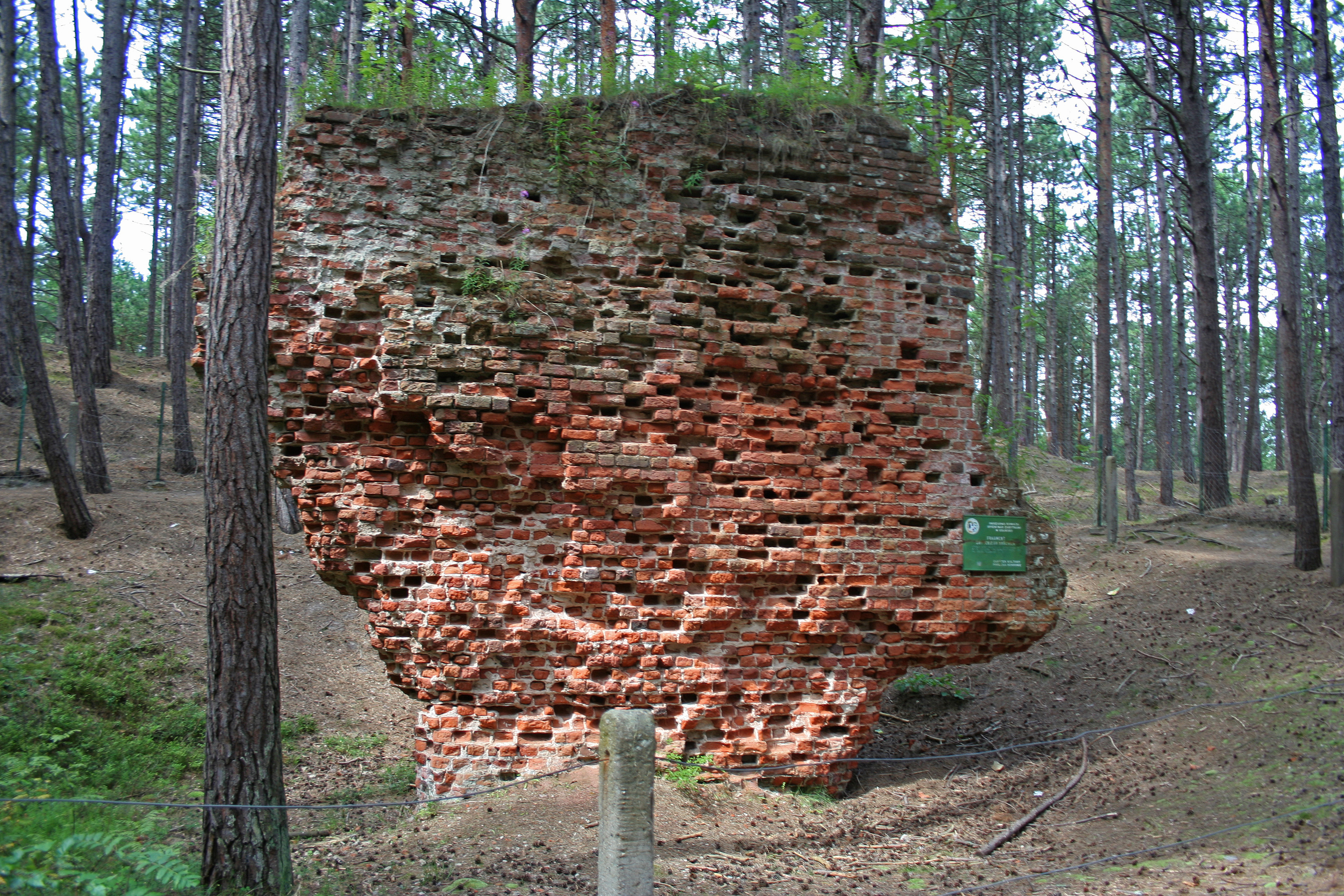
Mauerrest der Nikolaikirche

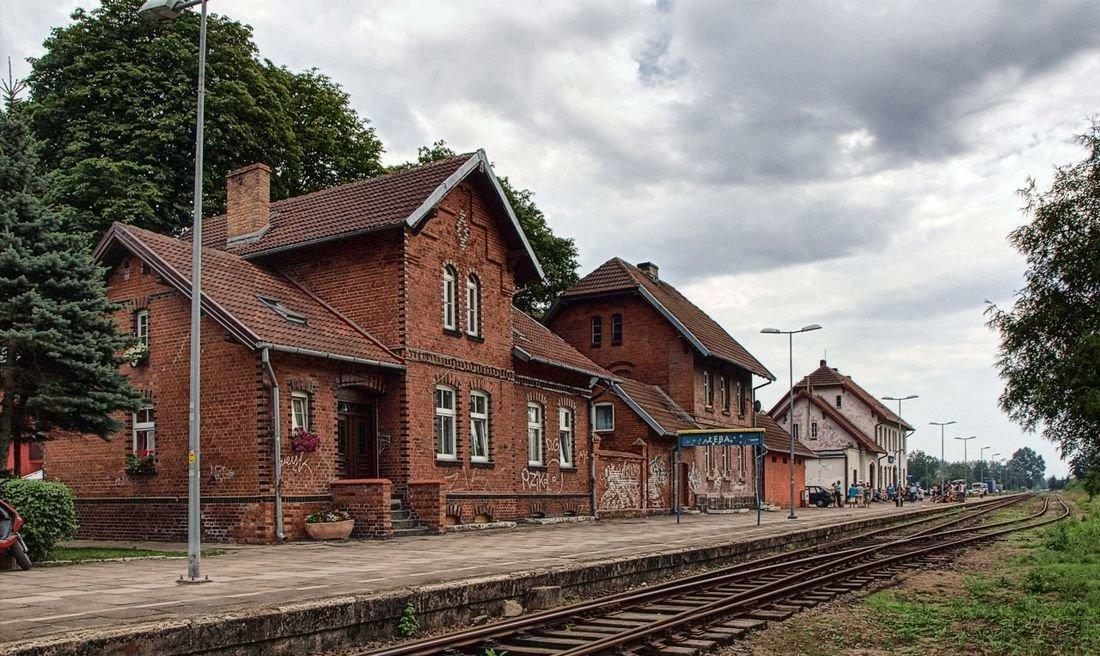
Bahnhof

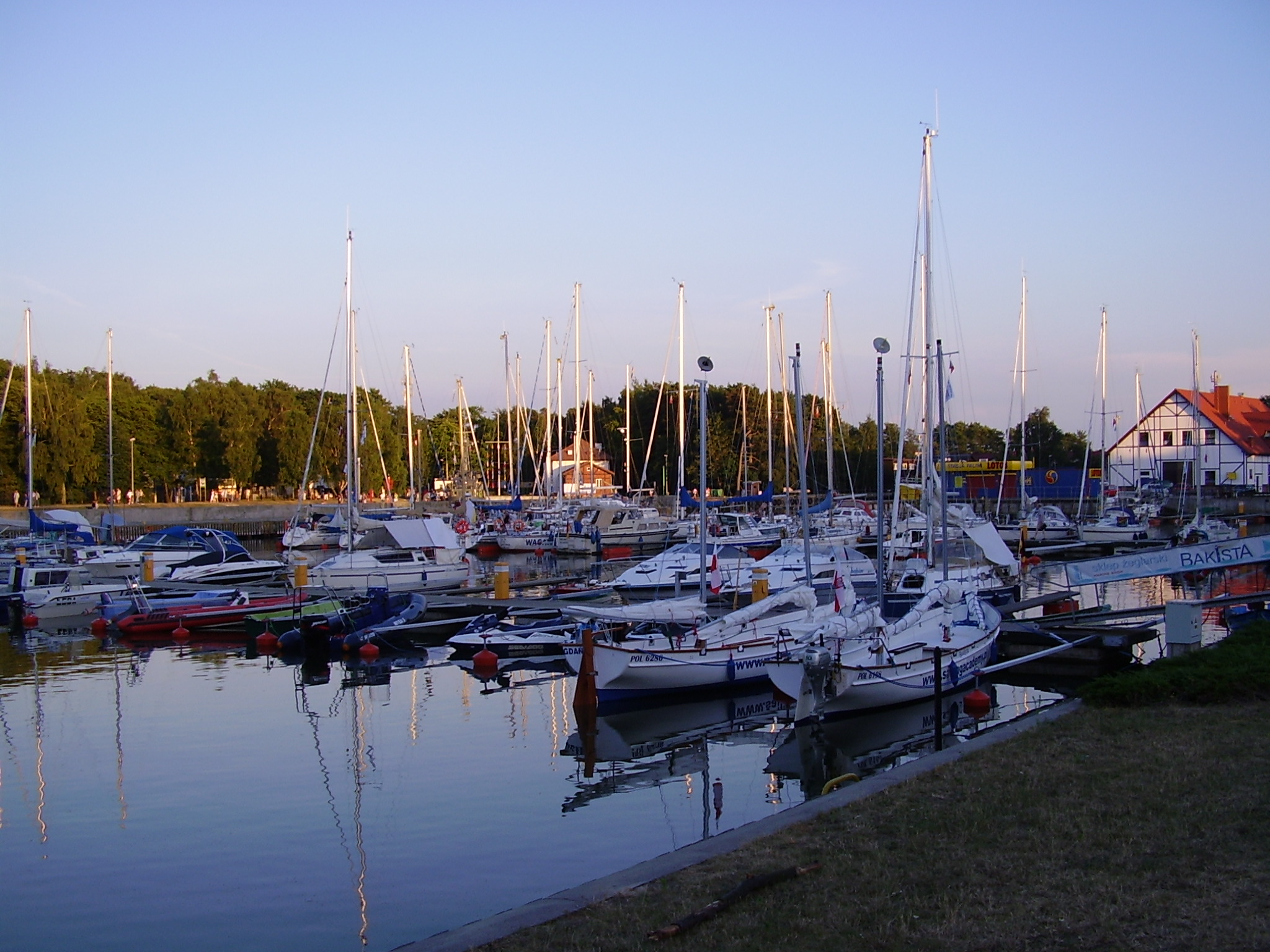
Yachthafen

Im 11. Jahrhundert befand sich eine Fischersiedlung der slawischen Pomoranen an der Mündung des Flusses Leba, Lebsko, Lepzky oder Lebemünde genannt. Lebe oder Leve hat im Wendischen die Bedeutung von Wald. Damals stand das Dorf noch etwa zwei Kilometer westlich der heutigen Flussmündung. Erste Überlieferungen über die Siedlung Lebamünde stammen aus dem Jahr 1282. Im Laufe der Zeit änderte sich der Ortsname mehrfach. Ältere Namensformen sind Levemunde und Lebamünde. Auf dem Stadtsiegel-Abdruck, mit dem die Stadtväter 1440 den Bündnisbrief des Preußischen Bundes versahen, lautet der Ortsname Lebemunde. Im 16. Jahrhundert setzte sich schließlich der Ortsname Leba durch.
Als Teil des Lauenburger Landes gehörte der Ort ursprünglich zu Pommerellen. Nach dem Aussterben des pommerellischen Herrscherhauses der Samboriden 1294 und den anschließenden Auseinandersetzungen kam Pommerellen, und damit auch Leba, 1308 an den Deutschen Orden. Noch unter dem Namen Lebamünde wurde dem Ort 1357 durch den Danziger Deutschordens-Komtur Wilhelm von Baldersheim mit Genehmigung des Hochmeisters Winrich von Kniprode das Stadtrecht nach Kulmer Recht verliehen, das später in Lübisches Recht geändert wurde. Leba war eine offene Stadt, die keine Stadtmauer und keine Tore hatte. Das Stadtwappen, das einen Fischgreifen zeigt, der am Fuß des schwarzen Kreuzes des Deutschen Ordens liegt, wurde 1360 ebenfalls vom Orden verliehen.
Die weitere Entwicklung der Stadt führte zum Ausbau eines Fischereihafens und zur Etablierung als Holzhandelsplatz.
1455 setzte sich Herzog Erich II. von Pommern in den Besitz des Lauenburger Landes, was nach dem Zweiten Frieden von Thorn von 1466 bestätigt wurde.

### Frühe Neuzeit
Nach dem Aussterben des pommerschen Herrscherhauses der Greifen 1637 kam das Lauenburger Land für einige Jahre an Polen, doch schon 1657 wurde Brandenburg im Vertrag von Bromberg mit Lauenburg belehnt. Leba blieb nun bis 1945 bei Brandenburg-Preußen.
Leba erlitt jahrhundertelang schwere Zerstörungen durch Sturmfluten, so 1497 und 1558, durch die die Flussmündung weiter nach Osten verlagert wurde. Gleichzeitig wurde die Stadt durch vorrückende Wanderdünen bedroht. Daher wurde 1570 die Stadt weiter landeinwärts verlegt. Die alte Nikolaikirche, von der heute nur noch ein Mauerfragment existiert, wurde zunächst weiter genutzt, bis 1592 im Zentrum der verlegten Stadt eine neue Kirche fertiggestellt wurde. Am 18. und 19. September 1612 machte der bekannte Kartograph Eilhard Lubinus während einer Rundreise durch Hinterpommern Station in Leba und wurde vom Bürgermeister und einigen Ratsleuten begrüßt.
In den Jahren 1682, 1688, 1717 und 1774 wurde Leba von verheerenden Feuersbrünsten heimgesucht. Am 4. März 1779 wurde Leba von Hochwasser bedroht, und der zuvor geschaffene Verbindungskanal zwischen Lebasee und Ostsee wurde gefährlich weit aufgerissen, so dass es ratsam erschien, ihn vorsorglich wieder ganz zu verstopfen.

### 19. und 20. Jahrhundert
Im 19. Jahrhundert wurde auf Befehl des preußischen Königs mit dem Bau eines großen Hafens begonnen. Im Zuge des Hafenbaus wurde ein 34 Meter breiter Kanal zwischen dem Lebasee und der Ostsee gegraben. Dadurch wurde Leba zu einem bedeutenden Umschlagplatz für Salz und Holz, später für landwirtschaftliche Erzeugnisse. 1862 wurde die Stadt zum Ostseebad, dessen Kurmittel auch Moorbäder mit einschlossen. Als die Stadt 1899 an die Bahnlinie Lauenburg – Leba angeschlossen wurde, nahm die Industrie einen großen Aufschwung. Zur Jahrhundertwende zählte man zwölf Räuchereien, zwei Konservenfabriken und ein Sägewerk, eine Kistenfabrik und eine Molkerei. Neben der Fischerei wurde Handel mit Mastvieh betrieben. Leba hatte eine evangelische Kirche, ein Strandamt und eine Rettungsstation für Schiffbrüchige. Am 18. Mai 1866 wurde von Leba aus die Besatzung des preußischen Schoners Stolper Packet gerettet. Um 1900 wurde auf den Dünen vor der Stadt das Hotel Kurhaus Leba mit 40 Gästezimmern errichtet. 1921 wählte der expressionistische Maler Max Pechstein Leba zu seinem Domizil. 1930 nahm eine Segelflugschule ihren Betrieb auf.
Am Anfang der 1930er Jahre hatte die Gemarkung der Stadtgemeinde Leba eine Flächengröße von 50,4 km², und im Gemeindegebiet standen zusammen 320 bewohnte Wohnhäuser an sechs verschiedenen Wohnstätten:
1. Fichthof
2. Höfchen
3. Leba
4. Lebaboor
5. Lebafelde
6. Stilo

Um 1935 hatte Leba unter anderem ein Kurhaus und ein weiteres Hotel, fünf Gasthöfe, ein Café, drei Bankgeschäfte, zwei Fischhandlungen, acht Fischräuchereien, acht Kolonialwarenhandlungen, eine Mineralwasserfabrik, eine Molkerei, eine Mühle, eine Viehhandlung, ein Holzsägewerk und eine Reihe von Handwerksbetrieben und Dienstleistern.
Im Zweiten Weltkrieg befand sich westlich von Leba die Raketenerprobungsstelle Rumbke zur Erprobung weitreichender Waffensysteme. Auf diesem Areal wurden zwischen 1941 und 1945 die deutschen Raketen Rheinbote und Rheintochter zu Versuchszwecken gestartet. Hier befand sich auch die Gegenmessstelle für die vom Prüfstand VII der Heeresversuchsanstalt Peenemünde gestarteten V2/A4-Raketen. Von dort bis hierher waren es 250 km, der damaligen Maximalschussweite der A4.
Im Jahr 1945 gehörte die Stadt Leba zum Landkreis Lauenburg im Regierungsbezirk Köslin der preußischen Provinz Pommern des Deutschen Reichs.
Gegen Kriegsende wurde Leba am 10. März 1945 von der Roten Armee eingenommen. Die Stadt wurde kurz darauf seitens der sowjetischen Besatzungsmacht der Volksrepublik Polen zur Verwaltung überlassen. Es setzte nun die Zuwanderung polnischer und ukrainischer Zivilisten ein, die zuerst vorwiegend aus Gebieten östlich der Curzon-Linie kamen, die nach dem Ersten Weltkrieg von Polen erobert worden waren. Für den Ortsnamen wurde die polnische Schreibweise Łeba eingeführt. In der darauf folgenden Zeit wurden die Einwohner von der örtlichen polnischen Verwaltungsbehörde aus der Stadt vertrieben.
Zwischen 1963 und 1973 erfolgte von der Erprobungsstelle Rumbke/Leba der Start von 33 polnischen Höhenforschungsraketen des Typs Meteor. Das Testgelände wird museal erhalten.

### Demographie
| Jahr | Einwohner | Anmerkungen                                                                    |
| ---- | --------- | ------------------------------------------------------------------------------ |
| 1782 | 0503      | keine Juden                                                                    |
| 1791 | 0514      | in 104 Häusern                                                                 |
| 1794 | 0526      | keine Juden                                                                    |
| 1812 | 0707      | davon vier Katholiken und 16 Juden                                             |
| 1816 | 0699      | davon zwei Katholiken und zwölf Juden                                          |
| 1831 | 0806      | davon sieben Katholiken und zwei Juden                                         |
| 1843 | 0948      | davon vier Katholiken und zwei Juden                                           |
| 1852 | 1093      | davon sieben Katholiken und acht Juden                                         |
| 1861 | 1236      | davon sieben Katholiken und acht Juden                                         |
| 1867 | 1860      | [ 18 ]                                                                         |
| 1871 | 2025      | davon 1975 Evangelische, acht Katholiken, zwölf sonstige Christen und 17 Juden |
| 1900 | 1966      | [ 19 ]                                                                         |
| 1925 | 2332      | davon 2244 Evangelische, 15 Katholiken und fünf Juden                          |
| 1933 | 3512      | [ 20 ]                                                                         |
| 1939 | 2849      | [ 20 ]                                                                         |

| Jahr      | 1978 | 2020 | 2023 |
| --------- | ---- | ---- | ---- |
| Einwohner | 3649 | 3541 | 3024 |

## Religion
Vor 1945 hatte die Stadt Leba eine überwiegend evangelische Bevölkerung. Das evangelische Kirchspiel war eine Filiale von Lauenburg i. Pom. Der Bestand an Kirchenbüchern reichte bis 1700 zurück.
Die seit 1945 und Vertreibung der einheimischen Bevölkerung anwesende polnische Einwohnerschaft ist mehrheitlich
katholisch.

## Verkehr
Die Stadt ist über die Woiwodschaftsstraße 214 und über die Bahnstrecke Pruszcz Gdański–Łeba mit der nächsten größeren Stadt Lębork (Lauenburg in Pommern) verbunden. Im Sommer verkehren (Stand 2017) direkte Nachtzüge vom und nach dem Süden Polens.

## Wanderdünen
In der Nähe von Łeba befinden sich im Slowinzischen Nationalpark einige ausgedehnte Wanderdünen (Góry Białe), die in der Lontzkedüne, 9 Kilometer westlich von Leba auf einer schmalen Nehrung zwischen dem Lebasee und der Ostsee gelegen, eine Höhe von 42 m erreichen. Westlich vom Lebasee erheben sich die sogenannten Kleinen Wollsäcke, mit bis zu 56 Metern Höhe die höchsten Dünen Hinterpommerns. Östlich vom Lebasee befinden sich die Großen Wollsäcke, bis zu 45 Meter hohe Dünen mit 23 Meter hoher Bake. Das Verhalten der pommerschen Wanderdünen war zwischen den beiden Weltkriegen von dem Greifswalder Geologen Wilhelm Hartnack untersucht worden.

## Anzahl Kurgäste
- 1908: 0 677[26]
- 1923: 0300[27]
- 1929: 1270[28]

## Persönlichkeiten

### Söhne und Töchter der Stadt
- Martin Weiher (1512–1556), Bischof des Bistums Cammin

### Weitere Persönlichkeiten, die mit der Stadt in Verbindung stehen
- Max Pechstein (1881–1955), expressionistischer Maler

## Sehenswürdigkeiten
- Wanderdünen (Góry Białe) mit der Lontzkedüne (Łącka Góra) und den Kleinen Wollsäcken sowie den Großen Wollsäcken
- Mauerfragment der Nikolaikirche westlich der Stadt auf dem Weg zum Strand
- Fischerkirche von 1683, bis 1945 evangelisch mit einem Gemälde von Max Pechstein
- Fischerkaten aus dem 19. Jahrhundert in der ulica Kościuszki
- Schlösschen an der ulica Sosnowa, ehemaliges Kurhaus aus dem 19. Jahrhundert, heute Hotel Neptun, erbaut von Walter Kern

- Ehemalige Raketenerprobungsstelle (Wyrzutnia Rakiet) östlich von Rumbke, heute ausgedehntes Museumsgelände
- Der Fischereihafen
- Schmetterlingsmuseum[29]
- Bernsteinmuseum Leba

Westlich der Stadt befindet sich der Slowinzische Nationalpark.

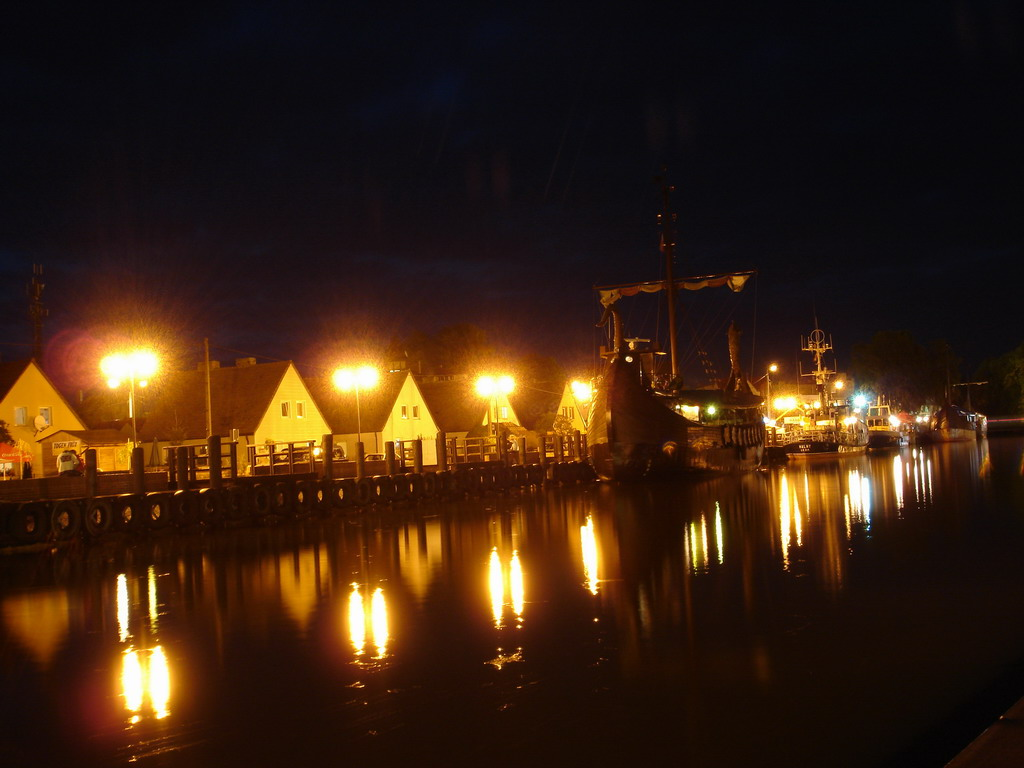
Hafenbecken bei Nacht
Der östliche Strand während der Hochsaison
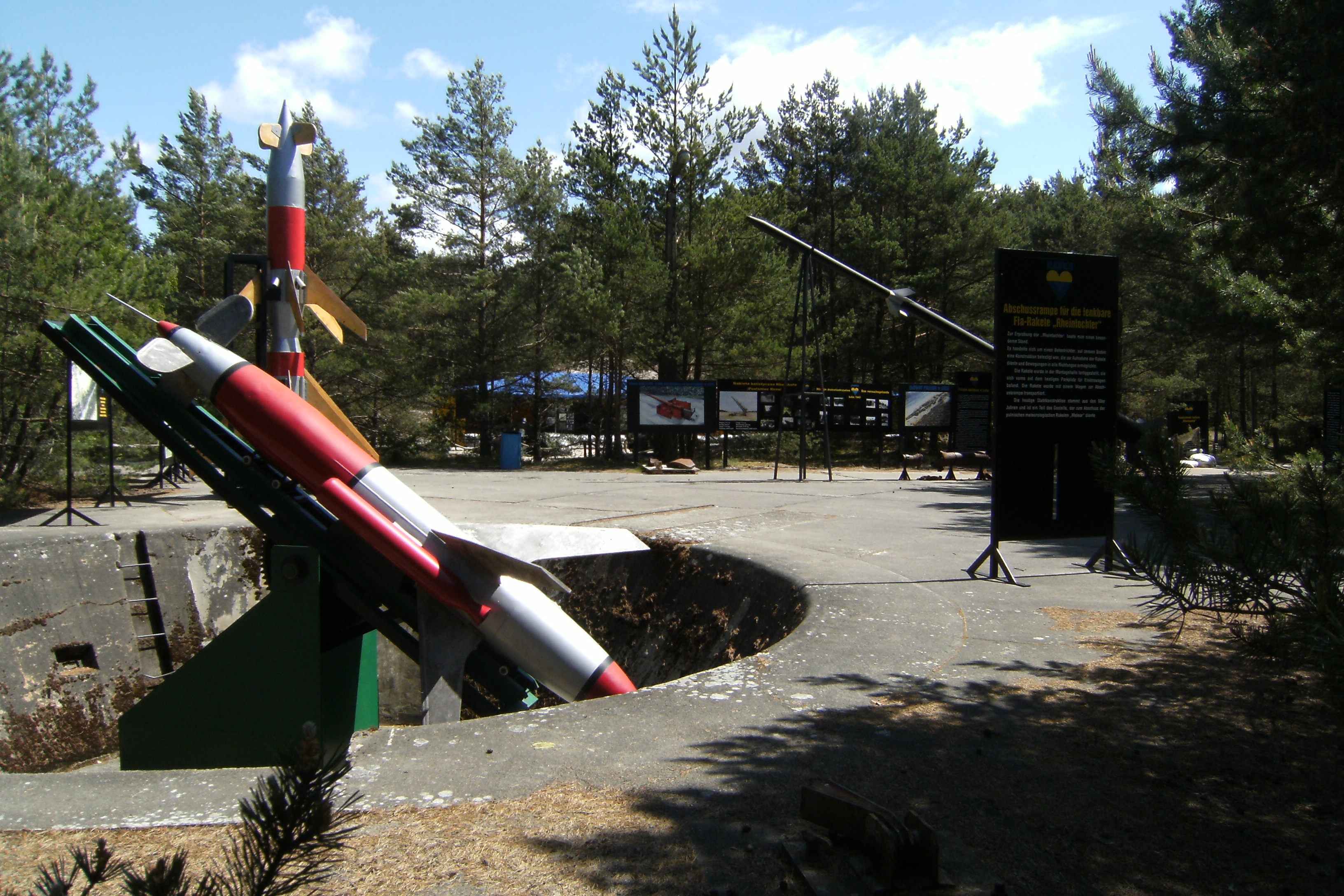
Raketenprüfstelle Rumbke/Leba vorne Rampe mit „Rheintochter“ hinten rechts „Rheinbote“
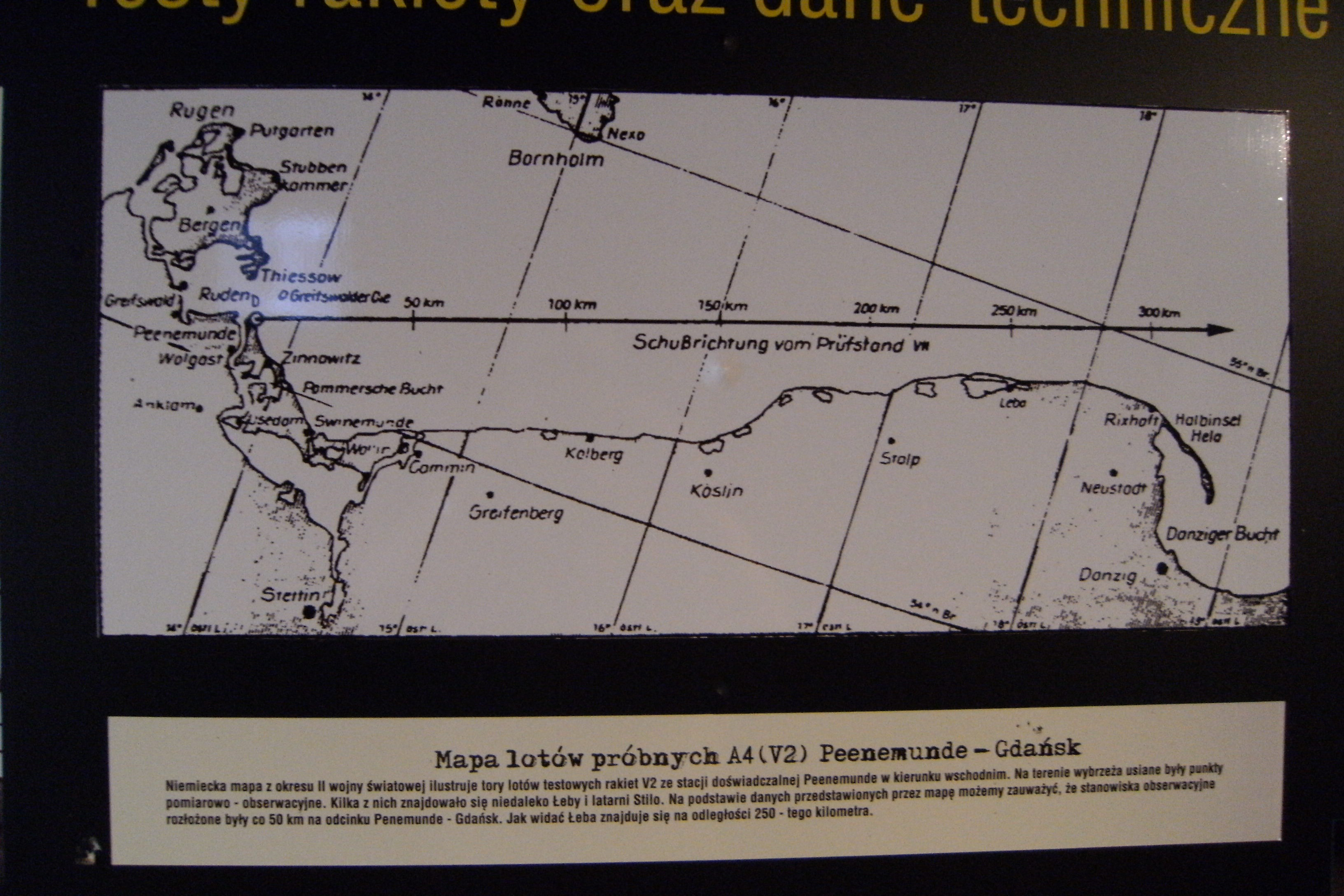
Raketenmeßstelle Rumbke/Leba für V2/A4 von Peenemünde
Raketenprüfstelle Rumbke/Leba Rekonstruktion
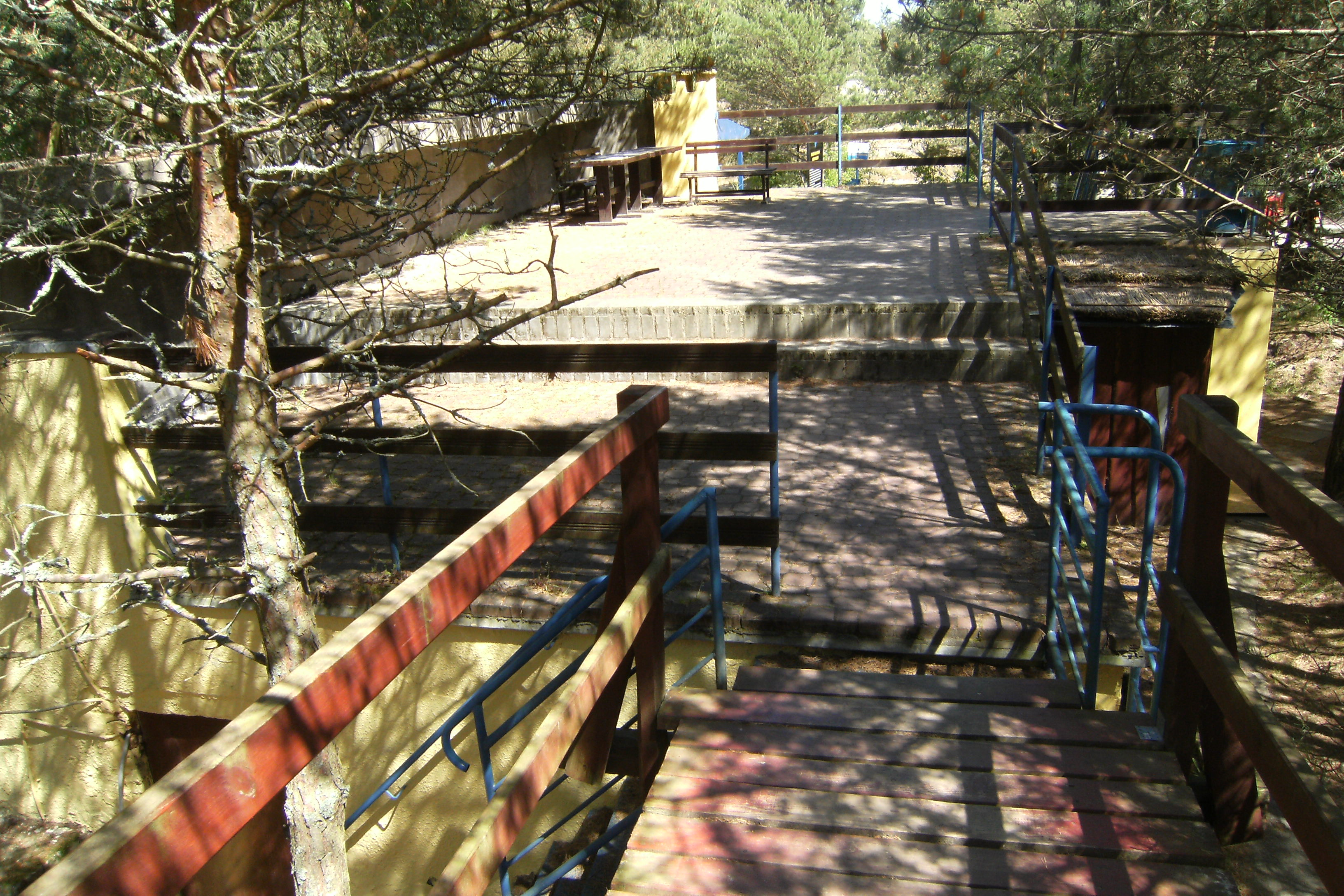
Raketenprüfstelle Rumbke/Leba Leitbunker
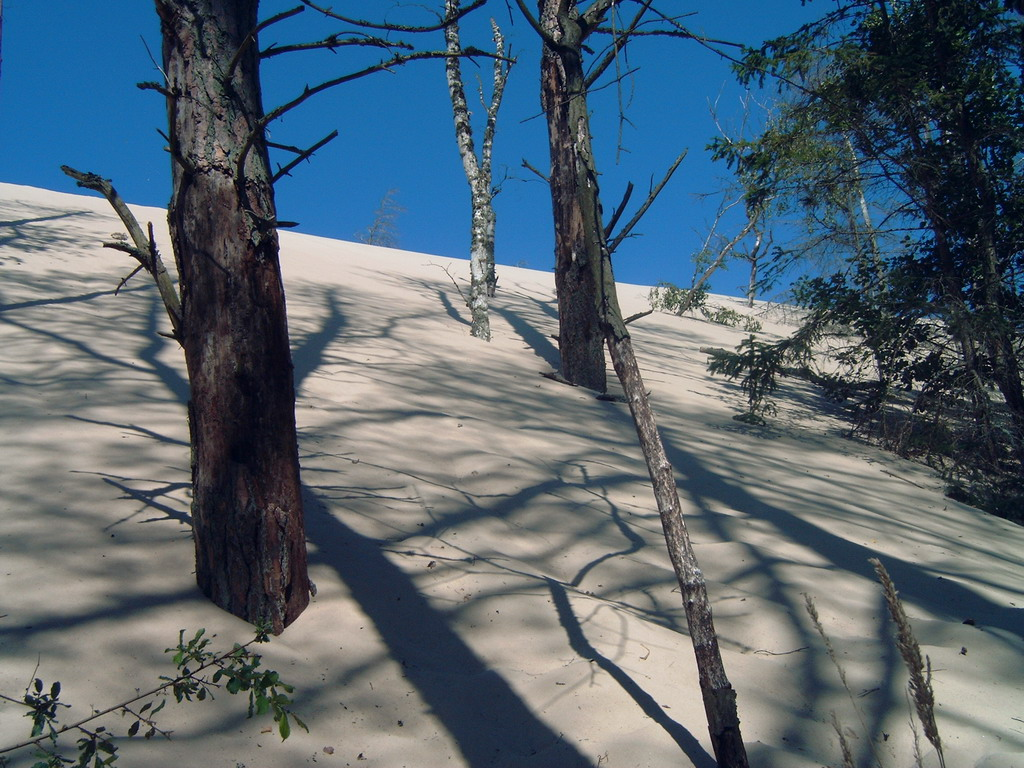
Bei den Dünen von Leba
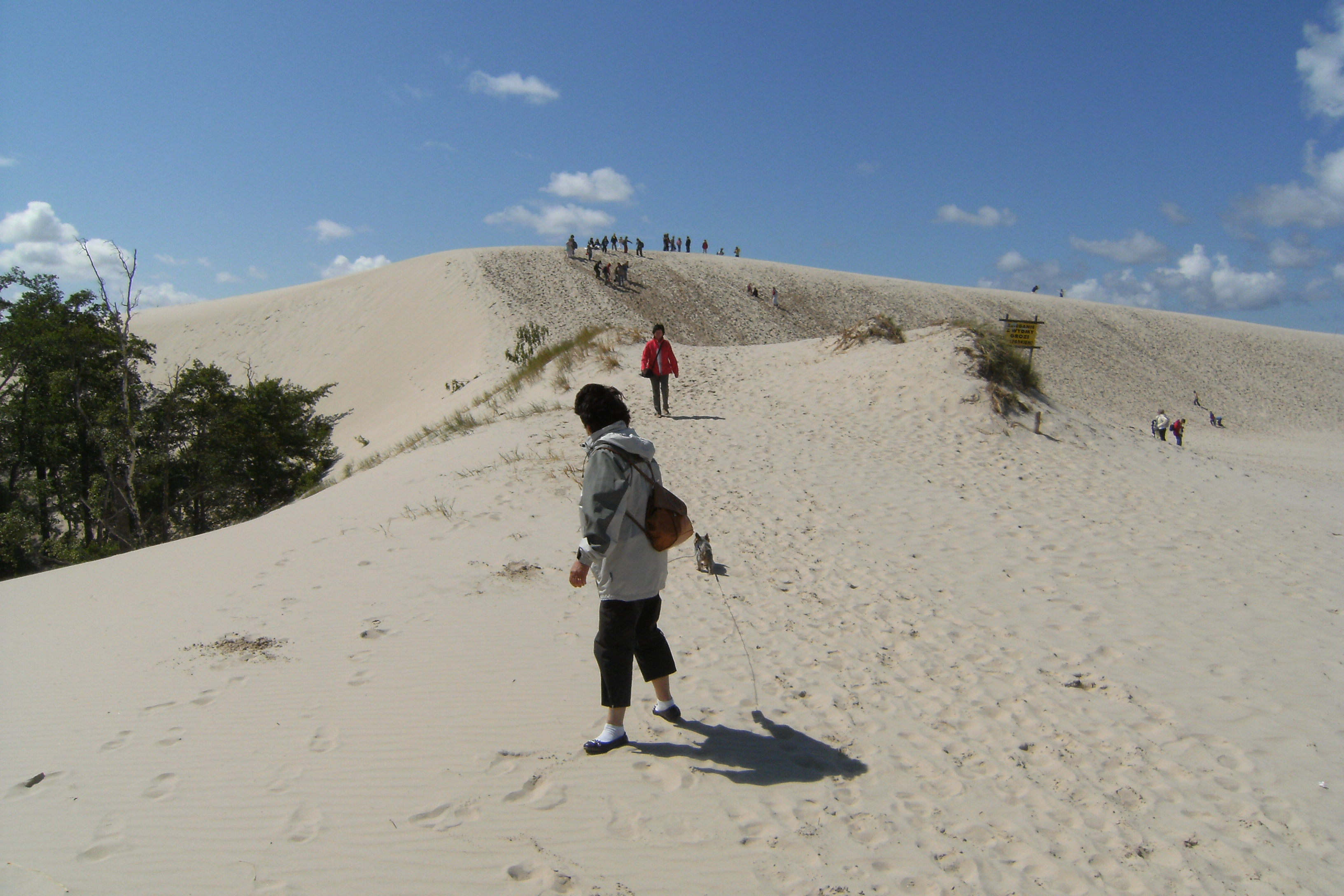
Aufstieg zur Lontzkedüne von Leba her